# Het kleine huis op de prairie (televisieserie)
Het kleine huis op de prairie (Engels: Little House on the Prairie) was een Amerikaanse historische western-/dramaserie over het leven op een boerderij in de buurt van Walnut Grove, Minnesota. De serie speelt zich af van de late jaren 1870 tot de jaren 1890 en is los gebaseerd op de gelijknamige boekenreeks van Laura Ingalls Wilder.
De serie liep op de NBC van 11 september 1974 tot 21 maart 1983 en telde negen seizoenen en vier televisiespecials. De serie werd voorafgegaan door een twee uur durende televisiefilm die op 30 maart 1974 uitgezonden werd. In het seizoen 1982-1983 droeg de serie de titel Het kleine huis: een nieuw begin en was eigenlijk een spin-off van de oorspronkelijke serie.
In Nederland werd de serie uitgezonden door de Evangelische Omroep. SBS6 begon in 2007 met het uitzenden van de serie tot en met het derde seizoen en in 2009/2010 werden de vervolgseries (t/m seizoen 9) uitgezonden. In 2011 en begin 2016 startte men weer van voren af aan met seizoen 1. In januari 2021 begon RTL met het opnieuw uitzenden van deze serie, vanaf seizoen 1.

## Verhaallijn
Het verhaal is gebaseerd op de boeken van Laura Ingalls Wilder, maar de televisieserie vertelt niet exact hetzelfde verhaal. De serie speelt zich af in Walnut Grove in Minnesota (Het kleine huis aan de rivier) en draait om de familie Ingalls. In het begin zitten de kinderen nog op school en hebben ze regelmatig ruzie met de kinderen Oleson. Vader Oleson, de eigenaar van dorpswinkel Oleson's Mercantile, is een vriend van de familie Ingalls, zijn vrouw Harriet juist weer niet. Door haar geroddel zorgt zij vaak voor problemen. Nellie Oleson is een kopie van haar moeder, vaak gemeen en ze probeert altijd Laura te vernederen. Broertje Willie helpt zijn zus vaak met haar streken. Zowel Nellie als Willie veranderen later in de serie ten goede; Nellie nadat ze trouwt met de Joodse zakenman Percival Dalton (in 1980) en Willie (in 1982) nadat hij een goed gesprek heeft gehad met Laura, die op dat moment zijn lerares is op de Walnut Grove School. Harriet blijft onverbeterlijk en blijft doorgaan met haar roddels, tot ongenoegen van Nels.
In 1979 verschijnt Almanzo Wilder in de serie met wie Laura later in het huwelijk zal treden. Verschillende afleveringen in het seizoen 1979-1980 vertellen over hoe hun relatie verandert in echte liefde. Almanzo en Laura trouwen in de eerste aflevering van het seizoen 1980-1981.
In latere jaren adopteert de familie Ingalls verschillende kinderen. De eerste is de 11 jaar oude Albert Quin, die in contact komt met de familie omdat zij in seizoen 1978 voor korte tijd naar Winoka verhuizen. In 1981 verwelkomt de familie de 12 jaar oude James en de 9 jaar oude Cassandra Cooper, broer en zus, die hun ouders bij een ongeluk verloren hebben. Eveneens in 1981 adopteert de familie Oleson het jonge weesmeisje Nancy, dat honderd keer erger blijkt te zijn dan Nellie destijds was.
Andere regelmatig terugkerende personen zijn Jonathan Garvey, dominee Robert Alden, Lars Hanson, de stichter van het dorp en eigenaar van de molen, Isiah Edwards en dokter Hiram Baker.

## Rolverdeling
Legenda
| Melissa Gilbert             | Laura Ingalls Wilder | 24 | 22 | 20 | 21 | 24 | 23 | 17 | 18 | 21 | 190 |
| Michael Landon              | Charles Ingalls      | 23 | 22 | 21 | 21 | 24 | 24 | 21 | 20 | 4  | 180 |
| Karen Grassle               | Caroline Ingalls     | 24 | 21 | 21 | 21 | 22 | 23 | 17 | 20 |    | 169 |
| Lindsay en Sidney Greenbush | Carrie Ingalls       | 23 | 20 | 19 | 20 | 23 | 22 | 15 | 19 |    | 161 |
| Katherine MacGregor         | Harriet Oleson       | 15 | 17 | 12 | 16 | 17 | 22 | 16 | 13 | 19 | 147 |
| Richard Bull                | Nels Oleson          | 18 | 14 | 12 | 16 | 16 | 20 | 12 | 13 | 19 | 140 |
| Jonathan Gilbert            | Willie Oleson        | 11 | 17 | 15 | 14 | 17 | 17 | 13 | 13 | 20 | 137 |
| Melissa Sue Anderson        | Mary Ingalls Kendall | 24 | 22 | 21 | 21 | 14 | 13 | 10 | 2  |    | 127 |
| Kevin Hagen                 | Dokter Hiram Baker   | 13 | 8  | 10 | 14 | 12 | 14 | 9  | 14 | 18 | 112 |
| Alison Arngrim              | Nellie Oleson        | 12 | 16 | 14 | 14 | 16 | 18 | 13 |    | 1  | 104 |
| Dabbs Greer                 | Dominee Robert Alden | 10 | 9  | 6  | 8  | 7  | 7  | 8  | 8  | 13 | 76  |
| Dean Butler                 | Almanzo Wilder       |    |    |    |    |    | 11 | 14 | 17 | 21 | 63  |
| Victor French               | Isiah Edwards        | 6  | 9  | 14 |    |    | 1  |    | 4  | 19 | 53  |
| Patrick Labyorteaux         | Andrew Garvey        |    |    |    | 9  | 16 | 15 | 4  |    |    | 44  |
| Charlotte Stewart           | Eva Beadle           | 9  | 14 | 12 | 8  |    |    |    |    |    | 43  |

Familie Ingalls-Wilder:
- Brenda en Wendi Turnbaugh speelden samen de jongste dochter van Charles en Caroline, Grace Ingalls
- Linwood Boomer speelde Adam Kendall, de man van Mary Ingalls
- Matthew Laborteaux speelde Albert Quinn Ingalls, de geadopteerde zoon
- Jason Bateman en Melissa Francis speelden broer en zus James en Cassandra Cooper, geadopteerd door de familie Ingalls
- Sarah en Jennifer Coleman, Michele en Jennifer Steffin speelden Rose Wilder
- Shannen Doherty speelde Jenny Wilder, nichtje en geadopteerde dochter van Almanzo Wilder

Enkele andere personages:
- Radames Pera speelde John Sanderson-Edwards
- Ketty Lester speelde Hester-Sue Terhune die lesgaf op de blindenschool samen met Mary Ingalls
- Steve Tracy speelde Percival Dalton, man van Nellie Oleson
- Allison Balson speelde Nancy, geadopteerd door de familie Oleson
- Merlin Olsen speelde Jonathan Garvey
- Karl Swenson speelde Lars Hanson
- Lucy Lee Flippin speelde de zus van Almanzo, Eliza-Jane Wilder
- Ruth Foster speelde juffrouw Melinda Foster
- Leslie Landon speelde Etta Plum, Pam, Marge, Kate en Leslie
- Moses Gunn speelde Joe Kagan
- Katy Kurtzman speelde Anna Gillberg en de jonge Caroline
- Art Lund speelde Tom Jorgenson

### Opnamen
Michael Landon regisseerde het merendeel van de afleveringen, hoewel anderen, zoals Leo Penn en Victor French, ook af en toe in de regisseursstoel gingen zitten. De opnamen vonden plaats op de Big Sky Ranch in Simi Valley in Californië, dus niet in Minnesota. Hoewel de camera's soms ruige beelden filmden die te bergachtig zijn voor Minnesota, was het landschap in Simi Valley doorgaans toch representatief voor de omgeving van Walnut Grove. Andere televisieprogramma's, zoals Gunsmoke en The Dukes of Hazzard, werden ook vaak op de Big Sky Ranch opgenomen.
De hele serie is uitgebracht op dvd, evenals de pilotaflevering en de drie latere films.

## Miniserie
In 2005 werd Little House on the Prairie gemaakt. De vijf episodes lange miniserie, die zes uur duurt, werd in april 2005 uitgezonden door ABC als deel van The Wonderful World of Disney-serie. In maart en april 2010 is de serie via SBS6 uitgezonden.
In tegenstelling tot de televisieserie met Landon is de miniserie, die begint met de barre tocht per huifkar naar de prairie van Kansas om daar een nieuw leven te beginnen, vrij dicht bij de boeken gebleven.
De miniserie is met:
- Cameron Bancroft als Charles Ingalls
- Erin Cottrell als Caroline Ingalls
- Danielle Chuchran als Mary Ingalls
- Kyle Chavarria als Laura Ingalls
- Gregory Sporleder als Mr. Edwards

De regisseur was David L. Cunningham.

## De kleine moskee en de kleine synagoge op de prairie
Van 2007 tot 2012 werd op de Canadese televisie Little Mosque on the Prairie (De kleine moskee op de prairie) uitgezonden, een op islamitische leest geschoeide satirische tegenhanger van Het kleine huis op de prairie.
Er bestaat ook een Little Synagogue on the Prairie maar dit betreft een kleine, houten synagoge typerend voor de prairie in de Canadese stad Calgary.